# Адам Оссолінський
А́дам Юрій Оссолінський (також Єжи Адам Оссолінський; пол. Jerzy Adam Ossoliński; бл. 1618 — 1651) — військовик та урядник Речі Посполитої. Представник шляхетського роду Оссолінських гербу Сокира (Топор).

## Біографія
Єжи Адам Оссолінський — небіж коронного канцлера Єжи Оссолінського. 
Народився близько 1618 року. Його батьком був Максиміліан Оссолінський (пол. Maksymilian Ossoliński, 1588—1655), надвірний коронний підскарбій, староста бецький та мальборкський, який у 1652 році став спадкоємцем частини маєтностей свого брата Єжи, який помер у 1650 році. Матір — Гелена з Казановських (пом. до 1636 року) дочка Зигмунта Казановського, підкоморія великого коронного, була першою дружиною Мксиміліана. Єжи Адам був четвертим сином батька (старший брат Геронім (пол. Hieronim Ossoliński) народився у 1616 році).
За Каспером Несецьким Адам замолоду брав участь у військових кампаніях за кордоном. З 1650 року займав посаду люблінського і стенжицького старости.
Загинув 1651 року в битві з козаками під Берестечком.